# Dorcadion insulare
Dorcadion insulare là một loài bọ cánh cứng trong họ Cerambycidae.